# Steven Furtick
Steven Furtick (19 de fevereiro de 1980) é um pastor evangélico batista e escritor estadunidense, é o fundador da Elevation Church e autor.

## Biografia
Steven Furtick nasceu em 19 de fevereiro de 1980 em Moncks Corner, Carolina do Sul, Estados Unidos.  Depois de ler o livro "Fresh Wind, Fresh Fire" de Jim Cymbala, aos 16 anos, ele sentiu um chamado para o ministério.  Ele estudou na North Greenville University em comunicação e obteve um bacharelado em artes, depois estudou teologia no Southern Baptist Theological Seminary e obteve um mestrado.

### Ministério
Em 2004, Furtick serviu como líder de louvor na Christ Covenant Church em Shelby (Carolina do Norte). Em 2006, ele se mudou para Charlotte (Carolina do Norte) e fundou a Elevation Church com sete famílias e a sua própria. Em 2007, ele ajudou a fundar o grupo musical Elevation Worship como compositor.  Em 2017, dois de seus livros chegaram à lista de best-seller de New York Times. 